# Krhovice

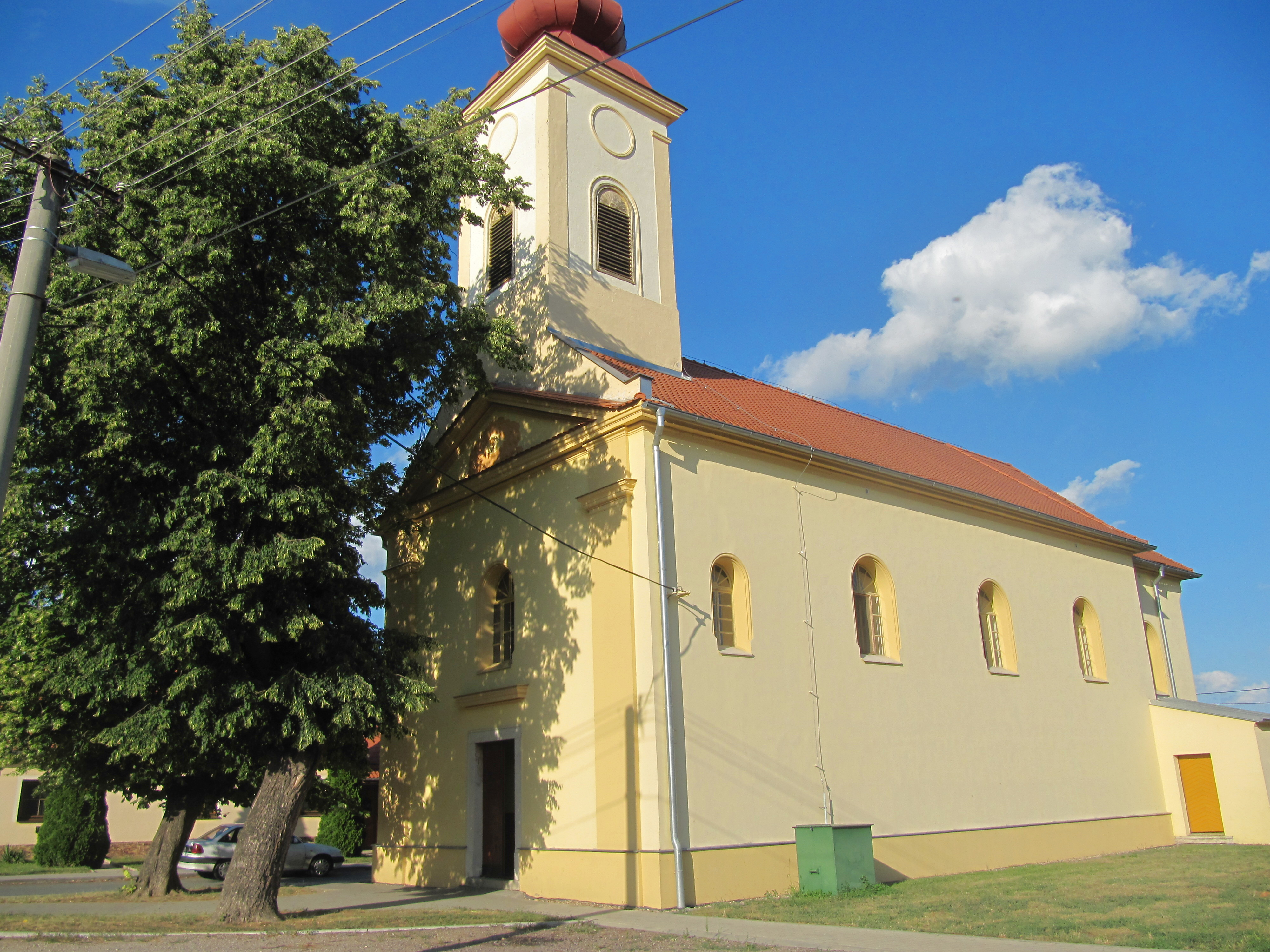
Bartholomäuskirche

Krhovice (deutsch Gurwitz) ist eine Gemeinde im Okres Znojmo (Bezirk Znaim), Jihomoravský kraj (Region Südmähren) in der Tschechischen Republik. Der Ort wurde als ein Zeilendorf angelegt.

## Geographie
Krhovice befindet sich am linken Ufer der angestauten Thaya, von der hier der Thayamühlbach und der Kanal Krhovice - Hevlín abgeleitet werden.
Die Nachbarortschaften sind im Norden Hodonice (Hödnitz), im Süden Strachotice (Rausenbruck), im Südosten Valtrovice (Waltrowitz) und im Westen Derflice (Dörflitz ).

## Geschichte
Die Anlage des Ortes und die bis 1945 gesprochene Ui-Mundart (bairisch-österreichisch) mit ihren speziellen Bairischen Kennwörtern weisen auf eine Besiedlung durch bayrische deutsche Stämme hin, wie sie um 1050, aber vor allem im 12/13. Jahrhundert erfolgte. Die erste urkundliche Erwähnung des Ortes ist in den Urkunden des Klosters Bruck aus dem Jahre 1505 nachweisbar. Gurwitz soll aber bereits 200 Jahre vorher bestanden haben, da eine Urkunde des Königs Wenzel I. aus dem Jahre 1294 einen gewissen Hartlin von Kurowicz nennt. Auch in den Unterlagen des Deutschen Ordens wird im Jahre 1367 ein Frenzlin de Gorwic erwähnt. Im Jahre 1513 wird eine Fischerzunft gegründet. Während des Dreißigjährigen Krieges wird der Ort von durchziehenden Truppen geplündert und eine kleine Veste, die im Ort stand, völlig zerstört. Auch die Fischerzunft ging in diesem Krieg zugrunde. Der Name „Gurwitz“ ist seit dem Jahre 1672 gebräuchlich. Die Matriken des Ortes wurden seit 1677 geführt. Onlinesuche über das Landesarchiv Brünn. Nach der Auflösung des Klosters Bruck im Jahre 1784 durch Kaiser Josef II. kam es zu einem Herrschaftswechsel.
Im 19. Jahrhundert wurden in der Nähe von Gurwitz Überreste von prähistorischen Tieren gefunden. Nach einem Hochwasser um das Jahr 1870 wurde ein neues Wehr an der Thaya gebaut. Durch den Ausbau des Schienennetzes im 19. Jahrhundert erhielt der Nachbarort Hödnitz einen Bahnhof, welcher der nächstliegendste Bahnanschluss für die Gurwitzer war. Eine Freiwillige Feuerwehr wurde im Jahre 1893 gegründet.
Nach dem Ersten Weltkrieg und dem Friedensvertrag von Saint Germain, 1919, wurde der Ort, der im Jahre 1910 zu 98 % von Deutschsüdmährern bewohnt war, Bestandteil der neuen Tschechoslowakischen Republik. Ein Teil der Gurwitzer arbeitete in einem nahen Steinbruch, während viele Frauen in einer Konservenfabrik in Znaim eine Verdienstmöglichkeit fanden. Die Elektrifizierung des Ortes erfolgte im Jahre 1928. In den Jahren vor 1938 entwickelte sich der Fremdenverkehr in Gurwitz. Besonders Leute aus Brünn besuchten den Ort und nutzen die nahe Thaya zum Angeln oder zum Schwimmen. Nach dem Münchner Abkommen 1938 kam der Ort an das Deutsche Reich und wurde ein Teil des Reichsgaues Niederdonau. Am 8. Mai 1945 wurde der Ort von sowjetischen Truppen besetzt.
Der Zweite Weltkrieg forderte 78 Opfer unter den Ortsbewohnern und endete am 8. Mai 1945. Die im Münchener Abkommen an Deutschland übertragenen Territorien, also auch der Ort Gurwitz, wurden im Rückgriff auf den Vertrag von Saint-Germain wieder der Tschechoslowakei zugeordnet. Alle bis auf sieben Ortsbewohner wurden am 8. August 1945 über die Grenze nach Österreich vertrieben. Die „offizielle“ Zwangsaussiedlung der letzten sieben deutschen Bürger des Ortes nach Westdeutschland erfolgte zwischen dem 22. Juli und dem 19. September 1946.
Die in Österreich befindlichen Ortsbewohner wurden bis auf ca. 20 %, in Übereinstimmung mit den ursprünglichen Überführungs-Zielen der Potsdamer Erklärung, nach Deutschland weiter transferiert.

## Wappen und Siegel
Das einzig bekannte Siegel stammt aus dem Jahre 1784. Es zeigt eine Weintraube mit einer Umschrift.

## Bevölkerungsentwicklung
| Volkszählung | Einwohner gesamt | Volkszugehörigkeit der Einwohner | Volkszugehörigkeit der Einwohner | Volkszugehörigkeit der Einwohner |
| Jahr         | Einwohner gesamt | Deutsche                         | Tschechen                        | Andere                           |
| ------------ | ---------------- | -------------------------------- | -------------------------------- | -------------------------------- |
| 1880         | 623              | 622                              | 1                                | 0                                |
| 1890         | 654              | 652                              | 0                                | 2                                |
| 1900         | 648              | 646                              | 2                                | 0                                |
| 1910         | 680              | 668                              | 12                               | 0                                |
| 1921         | 757              | 751                              | 5                                | 1                                |
| 1930         | 789              | 788                              | 1                                | 0                                |

## Sehenswürdigkeiten
- Filialkirche St. Bartholomäus (1867), davor eine Kapelle von (1756)
- Statue des Hl. Johannes von Nepomuk
- Kriegerdenkmal (1921)

## Söhne und Töchter des Ortes
Eduard Jordan (1850–1930) Schriftsteller.

## Brauchtum
Reiches Brauchtum bestimmte den Jahresablauf der 1945/46 vertriebenen, deutschen Ortsbewohner. ZB:
Zu Faschingszeit gab es alljährlich einen Umzug. Hierbei steckten alle älteren Burschen des Dorfes unter einer Plane und wurden von zwei Narren, einem Treiber und einem Burschen als „Ross“ (Pferd) durch den Ort getrieben.